# Sedze-Maubecq
Sedze-Maubecq är en kommun i departementet Pyrénées-Atlantiques i regionen Nouvelle-Aquitaine i sydvästra Frankrike. Kommunen ligger i kantonen Montaner som tillhör arrondissementet Pau. År 2022 hade Sedze-Maubecq 228 invånare.

## Befolkningsutveckling
Antalet invånare i kommunen Sedze-Maubecq
| Referens: INSEE |